# 자유민주당 (2021년 대한민국)

자유당

자유민주당(自由民主黨, 영어: Freedom and Democracy Party)은 2021년 3월 15일에 창당된 대한민국의 신우익 정당이다.

## 개요
2020년 9월 25일에 정규재 펜앤드마이크 대표, 김대호 사회디자인연구소장, 류석춘 연세대학교 사회학과 교수, 최인식 자유민주국민운동 대표 등이 기자 회견을 통해 창당되었다. 이들은 "자칭 민주 진보 세력이라는 문재인 정권은 무지, 시대 착오, 오만, 독선, 위선, 거짓에 빠져 대한민국을 파괴하고 있다. '더불어민주당의 2중대' 역할을 하고 있는 자칭 자유 보수주의 정당인 국민의힘과 같은 기존의 정당으로는 막을 수 없는 상황이다."고 지적하면서 가칭 '개혁자유와책임당'을 창당한다고 밝혔다.
2020년 11월 11일에 개혁자유와책임당 창당준비위원회가 출범하면서 2021년 대한민국 재보궐선거 참여를 선언했는데 나중에 '개혁자유연합'으로 바뀌었다. 2020년 12월 17일에는 정규재 펜앤드마이크 대표가 부산광역시장 보궐선거 출마를 선언했고 2020년 12월 29일에는 김대호 사회디자인연구소장이 서울특별시장 보궐선거 출마를 선언했다. 2021년 3월 15일에 고영주 전 방송문화진흥회 이사장이 대표로 있던 보수주의 정당인 자유한국21과의 합당을 통해 자유민주당이라는 이름으로 정식 창당했다. 2024년 1월 24일에는 손상윤 뉴스타운 대표가 창당한 우익 정당인 자유당과 합당했다.

## 역대 지도부

### 당대표
| 대수 | 대표   | 직함   | 임기                              | 비고 |
| ---- | ------ | ------ | --------------------------------- | ---- |
| 1    | 정규재 | 당대표 | 2020년 11월 11일 ~ 2021년 3월 6일 |      |
| 2    | 고영주 | 당대표 | 2021년 3월 6일 ~                  |      |

### 개혁자유연합 창당준비위원회
2020. 11. 11. ~ 2021. 3. 6.
- 대표 : 정규재

### 자유민주당 창당준비위원회
2021. 3. 6. ~ 2021. 3. 15.
- 대표 : 고영주
- 사무총장 : 이석우

### 1기 지도부
2021. 3. 15. ~ 
- 대표 : 고영주
- 최고위원 : 정규재(탈당), 김병관, 류석춘(탈당),  이석우, 하형규, 김대호(탈당), 성은경, 차선호(탈당)
- 사무총장 : 이석우
- 대변인 : 성은경

## 선거 결과

### 국회의원 선거
|  | 0% |

|  | 0.14% |

|  | 0% |